# 尤爾特巴希
尤爾特巴希是土耳其的城鎮，位於該國東部，距離首府埃拉澤12公里，由埃拉澤省負責管轄，海拔高度905米，主要農產品有溫室蔬菜和釀酒葡萄，2011年人口7,747。
38°38′N 39°21′E / 38.633°N 39.350°E